# Liste der Monuments historiques in Villers-Allerand
Die Liste der Monuments historiques in Villers-Allerand führt die Monuments historiques in der französischen Gemeinde Villers-Allerand auf.

## Liste der Immobilien
| Bezeichnung       | Beschreibung   | Standort                  | Kennzeichnung | Schutzstatus | Datum | Bild           |
| ----------------- | -------------- | ------------------------- | ------------- | ------------ | ----- | -------------- |
| Kirche Ste-Agathe | um 1200 erbaut | Place des Déportés (Lage) | PA00078900    | Classé       | 1924  | weitere Bilder |

## Liste der Objekte
| Bezeichnung                                             | Beschreibung                                                  | Standort                        | Kennzeichnung | Schutzstatus | Datum | Bild |
| ------------------------------------------------------- | ------------------------------------------------------------- | ------------------------------- | ------------- | ------------ | ----- | ---- |
| Gemälde Gekreuzigter Christus mit den Leidenswerkzeugen | Ölfarbe auf Leinwand, 17. Jahrhundert                         | in der Kirche Ste-Agathe (Lage) | PM51001176    | Classé       | 1984  |      |
| Prozessionsbaldachin                                    | Stoff, bestickt, 19. Jahrhundert; von Napoleon III. gestiftet | in der Kirche Ste-Agathe (Lage) | PM51003617    | Inscrit      | 1989  |      |
| Chorgestühl                                             | Holz, 18. Jahrhundert                                         | in der Kirche Ste-Agathe (Lage) | PM51003616    | Inscrit      | 1989  |      |